# PVK Olymp Praha
PVK Olymp Praha (tjeckiska Policejní Volejbalový Klub Olymp Praha) är en volleybollklubb från Prag, Tjeckien. 
Klubben grundades 1953 som Rudá Hvězda Praha (Röda Stjärnan Prag) när tjeckoslovakisk idrott omorganiserades efter sovjetisk modell. Ursprungligen hade klubben bara en herrsektion som redan 1956 nått översta serien och stannade kvar där så länge Tjeckoslovakien fanns. Damsektionen tillkom senare och nådde översta serien 1969. Båda lagen var internationellt framgångsrika under 1970-talet och första halvan av 1980-talet (fyra cupvinster och flera finaler och semifinaler). 
Klubben bytte i samband med östblockets sammanbrott 1990 namn till Policejní sportovní klub (PSK) Olymp Praha. Efter att Tjeckoslovakien splittrats i Tjeckien och Slovakien valde klubben att fokusera på enbart damlaget och bytte även till det nuvarande namnet. Damlaget spelar fortsatt i högsta ligan i Tjeckien, vilket det har gjort utan avbrott sedan ligans tillkomst.
Herrsektionen blev tjeckoslovakiska mästare nio gånger (1965–66, 1971–72, 1981–82, 1983–86, 1988–89, 1990–92) och vann dessutom cupvinnarecupen 1977-1978. 
Damlaget blev tjeckoslovakiska mästare tolv gånger (1973–1975, 1976–1977, 1978–1981, 1983–1988 och 1991–1992) och vann tjeckoslovakiska cupen sju gånger (1973–1974, 1975–1980 och 1981–1982). De har dessutom vunnit tjeckiska ligan fyra gånger (1996–1997, 1998–1999, 2004–2005 och 2007–2008) och tjeckiska cupen åtta gånger (1995–2000, 2003–2005 och 2006–2007). På ett internationellt plan har de vunnit europacupen två gånger (1975–1976 och 1979–1980) och cupvinnarecupen en gång (1978-1979).